# Anastassia Pavliutxénkova
Anastassia Serguéievna Pavliutxénkova (en rus: Анастасия Сергеевна Павлюченкова; Samara, Unió Soviètica, 3 de juliol de 1991), és una tennista professional de Rússia, guanyadora de diversos títols júnior del Grand Slam.
Pavliutxénkova ha guanyat dues vegades l'Obert d'Austràlia en categoria júnior (en 2006, va vèncer a Caroline Wozniacki i en 2007 va defensar el títol davant Madison Brengle) i una vegada l'Open dels Estats Units (en 2006, davant Tamira Paszek).
Aquest èxit en categoria júnior li va permetre accedir als circuits de la ITF i de la WTA.
En categoria sènior ha aconseguit dotze títols individuals i cinc en dobles de la WTA.

## Torneigs de Grand Slam

### Individual: 1 (0−1)
| Resultat  | Núm. | Any  | Torneig       | Oponent            | Marcador      |
| --------- | ---- | ---- | ------------- | ------------------ | ------------- |
| Finalista | 1.   | 2021 | Roland Garros | Barbora Krejčíková | 1−6, 6−2, 4−6 |

## Jocs Olímpics

### Dobles mixts
| Any  | Campionat                   | Parella        | Oponents                      | Resultat             |
| ---- | --------------------------- | -------------- | ----------------------------- | -------------------- |
| 2020 | Jocs Olímpics, Tòquio, Japó | Andrei Rubliov | Ielena Vesninà Aslan Karatsev | 6−3, 6−7(5), [13−11] |

## Palmarès

### Individual: 21 (12−9)
| Llegenda                                  |
| ----------------------------------------- |
| Grand Slam (0−1)                          |
| WTA Tour Championships / WTA Finals (0−0) |
| Premier Mandatory (0−0)                   |
| Premier 5 (0−0)                           |
| Premier (2−5)                             |
| International (10−3)                      |

| Títols per superfície |
| --------------------- |
| Dura (9−8)            |
| Gespa (0−0)           |
| Terra batuda (3−1)    |

| Resultat   | Núm. | Data                   | Torneig                     | Superfície   | Oponent              | Marcador               |
| ---------- | ---- | ---------------------- | --------------------------- | ------------ | -------------------- | ---------------------- |
| Guanyadora | 1.   | 7 de març de 2010      | Monterrey, Mèxic            | Dura         | Daniela Hantuchová   | 1−6, 6−1, 6−0          |
| Guanyadora | 2.   | 1 d'agost de 2010      | Istanbul, Turquia           | Dura         | Ielena Vesninà       | 5−7, 7−5, 6−4          |
| Guanyadora | 3.   | 6 de març de 2011      | Monterrey (2)               | Dura         | Jelena Janković      | 2−6, 6−2, 6−3          |
| Finalista  | 1.   | 4 d'agost de 2012      | Washington DC, Estats Units | Dura         | Magdaléna Rybáriková | 1−6, 1−6               |
| Finalista  | 2.   | 5 de gener de 2013     | Brisbane, Austràlia         | Dura         | Serena Williams      | 2−6, 1−6               |
| Guanyadora | 4.   | 8 d'abril de 2013      | Monterrey (3)               | Dura         | Angelique Kerber     | 4−6, 6−2, 6−4          |
| Guanyadora | 5.   | 4 de maig de 2013      | Oeiras, Portugal            | Terra batuda | Carla Suárez Navarro | 4−6, 6−2, 6−4          |
| Finalista  | 3.   | 22 de setembre de 2013 | Seül, Corea del Sud         | Dura         | Agnieszka Radwańska  | 7−6(6), 3−6, 4−6       |
| Guanyadora | 6.   | 2 de febrer de 2014    | París, França               | Dura         | Sara Errani          | 3−6, 6−2, 6−3          |
| Guanyadora | 7.   | 19 d'octubre de 2014   | Moscou, Rússia              | Dura         | Irina-Camelia Begu   | 6−4, 5−7, 6−1          |
| Finalista  | 4.   | 9 d'agost de 2015      | Washington DC (2)           | Dura         | Sloane Stephens      | 1−6, 2−6               |
| Guanyadora | 8.   | 18 d'octubre de 2015   | Linz, Àustria               | Dura (i)     | Anna-Lena Friedsam   | 6−4, 6−3               |
| Finalista  | 5.   | 24 d'octubre de 2015   | Moscou                      | Dura         | Svetlana Kuznetsova  | 2−6, 1−6               |
| Guanyadora | 9.   | 10 d'abril de 2017     | Monterrey (4)               | Dura         | Angelique Kerber     | 6−4, 2−6, 6−1          |
| Guanyadora | 10.  | 6 de maig de 2017      | Rabat, Marroc               | Terra batuda | Francesca Schiavone  | 7−5, 7−5               |
| Finalista  | 6.   | 24 de setembre de 2017 | Tòquio, Japó                | Dura         | Caroline Wozniacki   | 0−6, 5−7               |
| Guanyadora | 11.  | 15 d'octubre de 2017   | Hong Kong, Hong Kong        | Dura         | Daria Gavrilova      | 5−7, 6−3, 7−6(3)       |
| Guanyadora | 12.  | 26 de maig de 2018     | Estrasburg, França          | Terra batuda | Dominika Cibulková   | 6−7(5), 7−6(3), 7−6(6) |
| Finalista  | 7.   | 22 de setembre de 2019 | Osaka (2)                   | Dura         | Naomi Osaka          | 2−6, 3−6               |
| Finalista  | 8.   | 20 d'octubre de 2019   | Moscou (2)                  | Dura (i)     | Belinda Bencic       | 6–3, 1–6, 1–6          |
| Finalista  | 9.   | 12 de juny de 2021     | Roland Garros, França       | Terra batuda | Barbora Krejčíková   | 1–6, 6–2, 4–6          |

### Dobles femenins: 10 (6−4)
| 2009 − 2020             | Després de 2021 |
| ----------------------- | --------------- |
| Grand Slam (0−0)        |                 |
| WTA Finals (0−0)        |                 |
| Premier Mandatory (1−0) | WTA 1000 (1−0)  |
| Premier 5 (0−0)         | WTA 1000 (1−0)  |
| Premier (2−1)           | WTA 500 (0−1)   |
| International (2−2)     | WTA 250 (0−0)   |

| Títols per superfície |
| --------------------- |
| Dura (2−1)            |
| Gespa (0−1)           |
| Terra batuda (4−2)    |

| Resultat   | Núm. | Data                 | Torneig                         | Superfície   | Parella              | Oponents                              | Marcador            |
| ---------- | ---- | -------------------- | ------------------------------- | ------------ | -------------------- | ------------------------------------- | ------------------- |
| Finalista  | 1.   | 4 de maig de 2008    | Fes, Marroc                     | Terra batuda | Sorana Cîrstea       | Alissa Kleibànova Iekaterina Makàrova | 2−6, 2−6            |
| Guanyadora | 1.   | 12 de juliol de 2008 | Palerm, Itàlia                  | Terra batuda | Al·la Kudriàvtseva   | Núria Llagostera Vives Sara Errani    | 2−6, 7−6(1), [10−4] |
| Guanyadora | 2.   | 8 de gener de 2011   | Brisbane, Austràlia             | Dura         | Alissa Kleibànova    | Klaudia Jans Alicja Rosolska          | 6−3, 7−5            |
| Guanyadora | 3.   | 8 d'abril de 2012    | Charleston, Estats Units        | Terra batuda | Lucie Šafářová       | A. Medina Garrigues Iaroslava Xvédova | 5−7, 6−4, [10−6]    |
| Guanyadora | 4.   | 11 de maig de 2013   | Madrid, Espanya                 | Terra batuda | Lucie Šafářová       | Cara Black Marina Erakovic            | 6−2, 6−4            |
| Finalista  | 2.   | 13 de juny de 2015   | 's-Hertogenbosch, Països Baixos | Herba        | Jelena Janković      | Asia Muhammad Laura Siegemund         | 3−6, 5−7            |
| Guanyadora | 5.   | 13 de gener de 2018  | Sydney, Austràlia               | Dura         | Tímea Babos          | Sania Mirza Barbora Strýcová          | 6−4, 6−4            |
| Finalista  | 3.   | 28 d'abril de 2019   | Stuttgart, Alemanya             | Terra batuda | Lucie Šafářová       | Mona Barthel Anna-Lena Friedsam       | 6−2, 3−6, [6−10]    |
| Guanyadora | 6.   | 15 de maig de 2022   | Roma, Itàlia                    | Terra batuda | Veronika Kudermétova | Gabriela Dabrowski Giuliana Olmos     | 1−6, 6−4, [10−7]    |
| Finalista  | 4.   | 14 de gener de 2023  | Adelaida, Austràlia             | Dura         | Ielena Ribàkina      | Luisa Stefani Taylor Townsend         | 5−7, 6−7(3)         |

### Dobles mixts: 1 (1−0)
| Llegenda             |
| -------------------- |
| Grand Slam (0−0)     |
| Jocs Olímpics Or (1) |
| WTA Finals (0−0)     |
| WTA 1000 (0−0)       |
| WTA 500 (0−0)        |
| WTA 250 (0−0)        |

| Títols per superfície |
| --------------------- |
| Dura (1−0)            |
| Gespa (0−0)           |
| Terra batuda (0−0)    |

| Resultat   | Núm. | Data              | Torneig                     | Superfície | Parella        | Oponents                      | Marcador             |
| ---------- | ---- | ----------------- | --------------------------- | ---------- | -------------- | ----------------------------- | -------------------- |
| Guanyadora | 1.   | 1 d'agost de 2021 | Jocs Olímpics, Tòquio, Japó | Dura       | Andrei Rubliov | Ielena Vesninà Aslan Karatsev | 6−3, 6−7(5), [13−11] |

### Equips: 3 (1−2)
| Resultat   | Núm. | Data                      | Torneig                     | Superfície | Equip                                                             | Oponents                                                        | Marcador |
| ---------- | ---- | ------------------------- | --------------------------- | ---------- | ----------------------------------------------------------------- | --------------------------------------------------------------- | -------- |
| Finalista  | 1.   | 5−6 de novembre de 2011   | Fed Cup, Moscou             | Dura (i)   | Maria Kirilenko Svetlana Kuznetsova Ielena Vesninà                | Lucie Hradecká Petra Kvitová Květa Peschke Lucie Šafářová       | 2−3      |
| Finalista  | 2.   | 14−15 de novembre de 2015 | Fed Cup, Praga, Txèquia (2) | Dura (i)   | Iekaterina Makàrova Ielena Vesninà Maria Xaràpova                 | Petra Kvitová Karolína Plísková Lucie Šafářová Barbora Strýcová | 2−3      |
| Guanyadora | 1.   | 6 de novembre de 2021     | Billie Jean King Cup, Praga | Dura (i)   | E. Alexandrova Dària Kassàtkina V. Kudermétova Liudmila Samsonova | Belinda Bencic Viktorija Golubic Jil Teichmann Stefanie Vögele  | 2−0      |

## Trajectòria

### Individual
| Open d'Austràlia | Q3    | Q2    | 1R          | 2R          | 3R          | 2R    | 1R          | 3R          | 1R          | 1R    | QF          | 2R          | QF          | QF          | 1R          | 3R          | 1R | 2R | 0 / 16    | 22 – 16   |
| Roland Garros | A     | 2R    | 3R          | 3R          | QF          | 3R    | 2R          | 2R          | 1R          | 3R    | 2R          | 2R          | 1R          | 2R          | F           | A           | QF | 2R | 0 / 16    | 29 – 16   |
| Wimbledon | 1R    | 3R    | 2R          | 3R          | 2R          | 2R    | 1R          | 1R          | 2R          | QF    | 1R          | 1R          | 1R          | NC          | 3R          | A           |    |    | 0 / 14    | 14 – 14   |
| US Open | Q2    | 2R    | 1R          | 4R          | QF          | 2R    | 3R          | 2R          | 2R          | 3R    | 1R          | 1R          | 2R          | A           | 4R          | A           | 2R |    | 0 / 14    | 20 – 14   |
| Jocs Olímpics | NC    | A     | No celebrat | No celebrat | No celebrat | A     | No celebrat | No celebrat | No celebrat | 2R    | No celebrat | No celebrat | No celebrat | No celebrat | QF          | NC          | NC |    | 0 / 2     | 4 – 2     |
| WTA Elite Trophy | A     | A     | A           | 1R          | A           | A     | SF          | A           | A           | A     | RR          | A           | A           | No celebrat | No celebrat | No celebrat |    |    | 0 / 3     | 3 – 4     |
| Total Victòries−Derrotes | 13−13 | 49−16 | 27−23       | 40−22       | 41−21       | 21−25 | 33−23       | 26−20       | 35−24       | 26−24 | 41−24       | 22−22       | 26−21       | 9−8         | 29−20       |             |    |    | 382 – 285 | 382 – 285 |
| Rànquing a final d'any | 281   | 45    | 39          | 21          | 16          | 36    | 26          | 25          | 28          | 28    | 15          | 42          | 30          | 38          | 11          |             |    |    |           |           |
| Llegenda: G: Guanyadora; F: Finalista; SF: Semifinalista; QF: Quarts de final; Q: Qualificació; A: Absent; RR: Round Robin; |       |       |             |             |             |       |             |             |             |       |             |             |             |             |             |             |    |    |           |           |

### Dobles femenins
| Torneig | 2008 | 2009 | 2010  | 2011  | 2012  | 2013  | 2014  | 2015  | 2016 | 2017  | 2018  | 2019 | 2020 | 2021 | 2022 | 2023 | 2024 | Títols    | V – D     |
| --- | ---- | ---- | ----- | ----- | ----- | ----- | ----- | ----- | ---- | ----- | ----- | ---- | ---- | ---- | ---- | ---- | ---- | --------- | --------- |
| Open d'Austràlia | A    | 1R   | 1R    | 1R    | 1R    | QF    | 1R    | 3R    | 3R   | 3R    | 1R    | 1R   | A    | 1R   | A    | 3R   | 2R   | 0 / 14    | 12 – 14   |
| Roland Garros | A    | 3R   | 1R    | 2R    | 1R    | QF    | 2R    | 2R    | A    | 3R    | 2R    | 1R   | 2R   | QF   | A    |      |      | 0 / 12    | 15 – 12   |
| Wimbledon | A    | 2R   | 3R    | 1R    | 1R    | 1R    | QF    | 3R    | A    | A     | 1R    | A    | NC   | 1R   | A    |      |      | 0 / 9     | 8 – 9     |
| US Open | 1R   | 1R   | 2R    | 2R    | 1R    | 3R    | 2R    | QF    | A    | 3R    | QF    | 3R   | A    | 1R   | A    | 1R   |      | 0 / 13    | 15 – 13   |
| Total Victòries−Derrotes | 10–6 | 8–8  | 12–14 | 12–12 | 12–13 | 22–14 | 17–17 | 26–16 | 8–10 | 14–13 | 13–14 | 6–7  | 2–3  | 8–7  | 5–0  |      |      | 185 – 152 | 185 – 152 |
| Rànquing a final d'any | 85   | 83   | 76    | 61    | 60    | 21    | 33    | 27    | 98   | 51    | 55    | 112  | 103  | 105  | 84   |      |      |           |           |
| Llegenda: G: Guanyadora; F: Finalista; SF: Semifinalista; QF: Quarts de final; Q: Qualificació; A: Absent; RR: Round Robin; |      |      |       |       |       |       |       |       |      |       |       |      |      |      |      |      |      |           |           |